# Горэлектротранс (Санкт-Петербург)
Санкт-петербургское государственное унитарное предприятие городского электрического транспорта, сокращённо СПб ГУП «Горэлектротранс», СПб ГУП ГЭТ — трамвайно-троллейбусное предприятие города Санкт-Петербурга.
Обслуживает в общей сложности 92 маршрутов (48 троллейбусных и 44 трамвайный), эксплуатирует более 700 троллейбусов большой и особо большой вместимости (в том числе с увеличенным автономным ходом), более 700 одиночных и сочленённых трамваев.
В ведении «Горэлектротранса» также находится структурное подразделение «Музей электрического транспорта Санкт-Петербурга», в которой содержится музейная коллекция раритетных троллейбусов и трамваев. Предприятие выпускает газету «Петербургские магистрали». Слоган предприятия — «Всем по пути».

## История
- с 1907 года — Управление городских железных дорог (УГЖД)
- с 1931 года — Ленинградский коммунальный трест «Лентрамвай»[1]
- с 1936 года — Трамвайно-троллейбусное управление (ТТУ)[2]
- с 1989 года — Территориально-производственное объединение городского электротранспорта (ТПО «Ленгорэлектротранс»)
- с 1994 года — Государственное предприятие городского электротранспорта (ГП «Горэлектротранс»)[3]
- с 2001 года — Государственное унитарное предприятие городского электрического транспорта Санкт-Петербурга (СПб ГУП «Горэлектротранс»)[4]
- с 2003 года — Санкт-Петербургское государственное унитарное предприятие городского электрического транспорта (СПб ГУП «Горэлектротранс»)[5][6]

## Подвижной состав
5 января 2015 года директор предприятия Василий Остряков доложил, что из 784 трамваев изношено более 60 %. Средний срок службы трамваев составляет 17,3 лет при нормативном — 15 лет. Со сроком службы более нормативного — 471 трамвай. Износ троллейбусного парка достигает 40 %. При среднем сроке службы троллейбусов инвентарного парка — 10,4 года, количество троллейбусов со сроком службы более нормативного (10 лет и 7 лет) — 261 машина (из 653 троллейбусов).
Согласно государственной программе, принятой на 2015—2018 годы, парк подвижного состава предприятия пополнился 17 новыми трамваями и 36 троллейбусами. При этом плановая необходимость составляла — 83 трамвая и 80 троллейбусов ежегодно в течение 6 лет (с выходом к 2021 году на полное отсутствие в эксплуатации самортизированных трамваев и троллейбусов).
Согласно программе на 2022—2028 годы, на 2021—2024 годы запланирована поставка 339 трамваев и 389 троллейбусов. Всего же по итогам выполнения программы к концу 2028 года СПб ГУП «Горэлектротранс» получит 596 трамваев и 587 троллейбусов, из них — 207 троллейбусов с увеличенным автономным ходом.

### Трамвай
Действующий:
- ЛВС-86* — 96 шт.
- 71-923* — 126 шт.
- ЛМ-99* — 72 шт.
- ЛВС-2005 — 25 шт.
- ЛМ-2008 — 33 шт.
- 71-631 — 16 шт.
- 71-631-02 — 15 шт.
- 71-631-02.02 — 15 шт
- 71-623.03 — 16 шт.
- ЛМ-68М3 — 14 шт.
- 71-931* — 101 шт.
- 71-801[9] — 4 шт.
- 71-421Р* — 34 шт.
- 71-431Р — 41 шт.
- 71-638-02 — 4 шт.

Эксплуатировались ранее:
- Brush[10]
- МС***
- ЛМ/ЛП-33[11]
- ЛМ/ЛП-47[12]
- ЛМ/ЛП-49[13]
- ЛМ-57
- ЛМ-68
- ЛВС-93
- ЛВС-89
- ЛМ-68М
- АКСМ-84300М
- 71-301
- ЛВС-97

### Троллейбус
Действующий:
Одиночные:
- ВМЗ-5298 различных модификаций
- ВМЗ-5298.01
- АКСМ-321
- ВМЗ-5298.01-50 «Авангард»
- Тролза-5265 «Мегаполис»
- ПКТС-6281 «Адмирал»
- БКМ-32100D «Ольгерд»
- Синара-6254

Сочлененные:
- ВМЗ-62151 «Премьер»
- Тролза-6206.01 Мегаполис
- БКМ 433030 Vitovt Max II

Эксплуатировались ранее:
- ЯТБ-1 (1936—1959),
- ЛК-5 (1937—1941)
- ЯТБ-4 (1940—1957)
- Ленинград-1 (1946—1961)
- МТБ-82 (1946—1975),
- СВАРЗ — (2 машины подарок городу от Москвы к 250-летию; 1957—1969)
- ТБУ-1 — 1 машина (1960—1969)
- ВАРЗ-1 — 1 сочлененная машина (1960—1975)
- ЗиУ-5 (1960—1990/1993/1994[14])
- АКСМ-101ПС (1997—2017)
- С 1982[15] по 21 октября 2002 года эксплуатировались более 111 троллейбусных поездов[16] состоящих из двух троллейбусов ЗиУ-9, соединённых по системе Владимира Веклича[17]. Последние троллейбусные поезда[18] использовались на маршруте № 25.
- ВМЗ-170 (2006-2020)
- ЗиУ-682 Вхх (197*-2020)
- ЗиУ-682Гxx (1991-2018)
- БТЗ-5276 (2002-2020)
- БТЗ-52011 (1999-2020)
- ЗиУ-6205 и ЗиУ-62052 различных модификаций (1993-2022)
- ЗиУ-683Б (1990-2022)
- ВМЗ-6215 (2005-2023)
- АКСМ-201
- Тролза-5264.01 «Столица»
- ПТЗ-5283 различных модификаций
- ВЗТМ-5284

## Структура предприятия
В составе предприятия находятся обособленные структурные подразделения — трамвайные и троллейбусные парки Санкт-Петербурга, а также службы и ведомства им подконтрольные (электрослужба, аварийная служба, ремонтная служба).
- ОСП «Трамвайный парк № 1» (Московский проспект, д. 83)
- ОСП «Трамвайный парк № 3» (Большая Посадская улица, д. 24/2)
- ОСП «Трамвайный парк № 5» (Сердобольская улица, д. 2-г)
- ОСП «Трамвайный парк № 7» (улица Грибакиных, д. 3)
- ОСП «Трамвайный парк № 8» (проспект Стачек, д. 114)
- ОСП «Совмещенный трамвайно-троллейбусный парк» / «СТТП» (Гражданский проспект, д. 131)
- ОСП «Троллейбусный парк № 1» (Ленинский проспект, д. 140, корп. 2)
- ОСП «Троллейбусный парк № 2» (Арсенальная улица, д. 27)
- ОСП «Троллейбусный парк № 3» (улица Седова, д. 7)
- ОСП «Троллейбусный парк № 6» (Аэродромная улица, д. 12)
- ОСП «Автобаза» (Большая Посадская улица, д. 24/2)
- ОСП «Детский оздоровительный лагерь „Зарница“» / «ДОЛ „Зарница“» (Ленинградская область, Всеволожский район, Лесколовское сельское поселение, деревня Аньялово, уч. 7, 8, 9)
- ОСП «Аварийно-восстановительная служба» / «АВС» (Хасанская улица, д. 11)
- ОСП «Учебно-курсовой комбинат» (Гражданский проспект, д. 131)
- ОСП «Энергохозяйство» (набережная реки Карповки, д. 15/14)
- СП «Служба пути» (улица Маршала Говорова, д. 33)
- Газета «Петербургские магистрали» (Свидетельство о регистрации от 02.06.1995 № П 1491) (Сызранская улица, д. 15)
- Служба обеспечения транспортной безопасности (Сызранская улица, д. 15)
- Финансово-экономическое управление
- Службы движения (Сызранская улица, д. 15)
- Служба организации закупок
- Служба охраны труда, промышленной и экологической безопасности
- Служба материально-технического снабжения (улица Маршала Говорова, д. 33)
- Служба компьютерных технологий, связи и коммуникаций (Сызранская улица, д. 15)
- Служба подвижного состава (Сызранская улица, д. 15)
- Управления имущественным комплексом
- Пресс-служба
- Архив ГЭТ (Сызранская улица, д. 15)
- Музей ГЭТ СПб (Средний проспект В.О., д. 77) Экспозиционно-выставочный комплекс городского электрического транспорта
- Отдел социальной политики (Сызранская улица, д. 15)